# Barbus erythrozonus
Barbus erythrozonus е вид лъчеперка от семейство Шаранови (Cyprinidae).

## Разпространение
Видът е разпространен в Република Конго.